# Круты 1918 (фильм)
«Круты 1918» (укр. Крути 1918) — украинский исторический фильм-экшен режиссёра Алексея Шапарева, вышедший в прокат 7 февраля 2019 года. Лента рассказывает не только о боевых действиях под Крутами зимы 1918 между молодыми военными-курсантами Украинской Народной Республики и войсками Советской России, но и о других событиях первой советско-украинской войны.

## Сюжет
Сюжет обрамлен историей посещения бойцом АТО монумента на мемориале «Памяти героев Крут».
В декабре 1917 года Советская Россия начинает боевые действия против УНР. Войска большевиков, представленные балтийскими матросами и бойцами Красной гвардии, несколькими группировками наступает на Украину вдоль железнодорожных путей из Гомеля, Брянска и Харькова. Возле Бахмача (ныне Черниговская область) должны соединиться три главные ударные группы под командованием бывшего подполковника Муравьева, чтобы дальше через железнодорожную станцию Круты наступать на Киев. Высшее руководство УНР выступает перед киевлянами, рассказывая об угрозе, однако далеко не все согласны защищать государство, устав от войны. Однако гимназисты записываются в добровольцы, среди них Григорий Пипский.
Двое братьев, Андрей и Олекса Савицкие, влюбляются в студентку Софию. Андрей отказывается идти в армию, а Олекса идёт с Софией в кафе. Их отец, генерал Савицкий, получает киноплёнку с показаниями военных преступлений русских красноармейцев. Увидев эти кадры, Андрей решает всё же пойти в армию, чтобы защитить государство, и попадает в Студенческий курень Сечевых стрельцов.
Между тем, контрразведки УНР и Франции стремятся скооперироваться, чтобы дискредитировать Владимира Ленина и помешать его планам по распространению пролетарской революции. Однако украинского агента, которым оказывается Олекса, который должен был передать тайный документ, перехватывают. Алексей соглашается в обмен на жизнь и деньги передать большевикам остальные документы. Первый документ попадает к красному агенту Бергу, посещающему поезд, которым едет Михаил Муравьев. Он расспрашивает об обстановке в Киеве и обещает обеспечить оружием, чтобы устроить восстание на заводе «Арсенал». Пронеся пистолеты и взрывчатку, агенты Берга под видом рабочих захватывают завод, но их одолевают бойцы Симона Петлюры. Потерпев неудачу в захвате Киева изнутри, большевики посылают солдат в наступление с востока.
Чтобы задержать интервентов, в январе 1918 года правительство УНР посылает в Круты все боеспособные части, среди которых Студенческий курень Сечевых стрельцов под командованием генерала Савицкого. Андрей прощается с Софией и отправляется с куренем. Когда гимназисты прибывают на железнодорожную станцию Круты, приходит запоздалый приказ срочно возвращаться в Киев, чтобы противостоять восстанию. Но на Киев уже наступают войска большевиков, и курень оказывается единственной силой, способной задержать продвижение. Генерал Савицкий командует боем и принуждает большевиков отступить. Но он подозревает, что вскоре врагам придёт подкрепление, поэтому приказывает Андрею отправиться подальше от поля боя, чтобы прикрывать отступление сечевых стрельцов с железнодорожной станции.
Андрей занимает пулемётную позицию на пути с товарищем, поляком Мареком. Когда приближаются красноармейцы, Андрей останавливает их наступление, но у пулемёта заканчиваются патроны, а Марек погибает от вражеского выстрела. Андрей возвращается к поезду, оставленные на станции сечевые стрельцы спешат туда же, однако не успевают, потому что поезд уезжает по команде сотника. Они решают спрятаться в заброшенном здании, где попадают в засаду Муравьёва. Андрей самостоятельно покидает поезд, чтобы спасти их.
Муравьёв со своими солдатами разоружает пленных и оставляет их на ночь в подвале. Там Григорий делится с товарищами конфетами, подаренными сестрой. Генерал Савицкий схватывает Берга и допрашивает его, но тот только смеется над ним. С утра Муравьёв командует расстрелом пленных. Григорий начинает петь гимн, его почин подхватывают другие и гибнут под выстрелами. Алексей прибывает на станцию, где за передачу остальных документов получает большую сумму денег. В это время Андрей добирается до станции. Олекса стреляет в красных агентов, но сам погибает от ответного выстрела. Олекса перед смертью признаётся брату, что с самого начала планировал обмануть большевиков и просит передать документы отцу.
Поезд с уцелевшими сечевыми стрельцами возвращается в Киев, где Андрей передает отцу Григория окровавленный шарф его сына. Андрея встречают Софья и его отец-генерал.
Заканчивается фильм сценой с бойцом АТО, который наблюдает за тем, как воспитанники Украинского Пластового Юношества приходят на экскурсию к мемориалу, возведённому в память о бое под Крутами.

## В ролях
| Актер               | Персонаж                   |
| ------------------- | -------------------------- |
| Евгений Ламах       | Андрей Савицкий            |
| Александр Пискунов  | Валерик                    |
| Максим Донец        | Володя                     |
| Александр Олексенко | гимназист Григорий Пипский |
| Дмитрий Олейник     | студент-поляк              |
| Николай Перестюк    | гимназист Колюнька         |
| Максим Белоногов    | студент в очках            |
| Никита Чаевский     | гимназист                  |
| Алексей Тритенко    | Аверкий Гончаренко         |
| Андрей Фединчик     | Олекса Савицкий            |
| Владимир Филатов    | генерал Савицкий           |
| Роман Ясиновский    | инструктор                 |
| Виталий Салий       | Муравьев                   |
| Богдан Юсипчук      | Атаманский                 |
| Дмитрий Ступка      | Симон Петлюра              |
| Наталья Васько      | мама Софии                 |
| Остап Ступка        | красный комиссар           |
| Евгений Нищук       | отец Пипского              |
| Томаш Собчак        | Берг                       |
| Александр Абаев     | Набоко                     |
| Надежда Коверская   | София                      |
| Полина Василиса     | Олеся                      |
| Алина Коваленко     | Оксана                     |
| Сергей Дзялик       | Михаил Грушевский          |
| Юрий Коваленко      | генерал Фош                |
| Влад Никитюк        | Поль                       |
| Алексей Смолка      | Беленький, кондитер        |
| Маричка Шапарева    | сестра Пипского            |

## Смета
Проект фильма стал одним из победителей Девятого конкурсного отбора Государственного агентства Украины по вопросам кино в сессии игровых тематических фильмов (к 100-летию провозглашения Украинской Народной Республики, к 100-летию Боя студентов под Крутами) и получил 26 млн гривен государственной финансовой поддержки при общем бюджете 52 млн гривен.

## Производство
Съёмки фильма стартовали 8 сентября 2017 в Межигорье, где воспроизведены французские локации ленты. В течение осени-зимы 2017 были проведены сложнопостановочные съёмки с использованием спец- и пиротехнических эффектов, с участием большого количества актёров массовых сцен, животных и каскадёров. Основные съёмки продолжались в течение октября-декабря и снимались в основном в Киеве: Софийская площадь, Киевская крепость, улицы города. Саму станцию Круты, расположенную в Черниговской области, снимали в селе Сигнаевка Черкасской области. В съёмках в общей сложности было задействовано около 1000 актёров и 2000 единиц оружия. В съёмках батальных сцен участвовали 150 военных Нацгвардии Украины.

## Релиз

### Кинотеатральный прокат
В Украине лента должна была выйти в широкий прокат 6 декабря 2018, в День Вооруженных сил Украины, но впоследствии дата проката была перенесена на 7 февраля 2019 года. Украинским прокатчиком стала кинокомпания B&H. В день годовщины боя под Крутами, 29 января 2019 года, состоялся допремьерный показ фильма в Киеве.

### Релиз на домашнем видео
15 марта 2019 фильм стал доступен на VOD-платформе Megogo в Украине.
Впоследствии, 5 июня 2019 года, фильм стал доступен на VOD для зрителей Южной Кореи (с оригинальной русскоязычной аудиодорожкой и корейскими субтитрами); корейский дистрибьютор Story J локализовал название как «1918: Крутская битва» (кор. 1918: Крюти 大戦闘). Позже фильм стал также доступен 25 декабря 2019 (VOD) и 5 февраля 2020 (DVD) для зрителей Японии (с оригинальной русскоязычной аудиодорожкой и японскими субтитрами); дистрибьюторы Midship/Amazing DC локализовали название как «Поле боя. Битва под Крутами» (яп. Battlefield Cruti 싸움).

### Релиз на телевидении
Телевизионная премьера состоялась 8 мая 2018 в День памяти и примирения на телеканале «1+1».

## Рецензии кинокритиков
Фильм получил преимущественно негативные отклики от украинских кинокритиков. Среди величайших недостатков фильма кинокритики назвали слабый сюжет и присутствие значительного количества русофильских элементов.
Игорь Грабович для «Укринформ» отозвался: "Многие считают, что историческим может быть любой фильм, в котором действие происходит в прошлом, причём это прошлое понимается только в каком-то материальном плане, как наличие на экране устаревших моделей автомобилей, моды прошлых лет или чего-то подобного. Сюжет в большинстве случаев значения не имеет, поскольку история становится просто поводом для безудержных фантазий […] С такой точки зрения «Круты 1918» не является историческим фильмом, поскольку не только приблизительно демонстрирует бой под Крутами, но ещё и вплетает в фильм выдуманную детективную историю, которая только затрудняет восприятие фильма, запутывает зрителя беспорядочным накоплением событий и персонажей, которые очень трудно идентифицировать. Жанр этого фильма очень трудно определить, потому что здесь объединились и псевдоисторическое, фактически костюмное кино, и детектив, и триллер, и отчасти мелодрама.
Согласно рецензии «Zaxid.net», неудачный монтаж портит самые важные сцены. Да, в фильме выглядит, что наркоман Муравьев сам каким-то образом пленил группу вооружённых курсантов, которые просто натолкнулись на него неизвестно где. «Со всем тем она [кинолента] содержит несколько действительно эмоциональных сцен, которые могут тронуть зрителя и заставить его прочесть что-то такое историческое. Но этого мало. Хотя песни в исполнении „Гайдамаков“ и Кристины Соловий способны украсить любой плейлист. А последние титры, которые показывают настоящих героев Крут, доводят до слёз даже самых сдержанных. Вот только такой эффект, который имеют финальные титры, должен иметь сам фильм».
Примером русофильских элементов историк издания «Историческая правда» Андрей Руккас назвал исполнение украинскими патриотически настроенными студентами русскоязычной песни Александра Вертинского «В бананово-лимонном Сингапуре», которая неуместна как из-за исторической недостоверности (песня была написана только в 1931 году), как и того, что русскоязычная песня русского шансонье звучит странно в устах молодых и пламенных украинских патриотов, сознательно ушедших добровольцами на фронт защищать Украину.
Игорь Грабович также прокомментировал: «О чём картина „Круты 1918“? Она о конспирологии. О якобы тайных пружинах, которые руководят историей […] С первых эпизодов мы видим заговор — сговариваются представители украинской и французской разведок. Далее мы видим, как за заговорщиками ведут охоту большевики, которые сами планируют заговор — восстание в Киеве на заводе Арсенал. Заговоры переплетаются между собой, потому что один из агентов явно предатель и работает сразу на две враждующие разведки. Отдельный заговор присутствует в среде самих большевиков, где идёт противостояние между Лениным и Троцким, к которому каким-либо боком приобщены и Пятаков, и Муравьев. Эта конспирология творит довольно макабрическую атмосферу, в которой бой под Крутами просто теряется и становится фактически необязательным дополнением к истории заговоров и разбирательствам».

## Производные произведения
Новеллизация сюжета фильма вышла в 2019 году в издательстве КСД:
- Константин Тур-Коновалов (2018). Круты 1918 года. Харьков: КСД. 224 Стр. ISBN 978-617-12-5089-5